# The Bolsheviks
The Bolsheviks – nieistniejący tag team w profesjonalnym wrestlingu występujący w World Wrestling Federation (WWF) od 1987 do 1990 roku. Należeli do niego Nikolai Volkoff i Boris Zhukov. Ich menedżerem przez krótki czas był Slick.

## Cechy charakterystyczne
Nazwa zespołu The Bolsheviks (pl. Bolszewicy) w szerszym znaczeniu oznacza zwolenników komunizmu. Zhukov i Volkoff byli heelami, komunistami i radzieckimi patriotami. Stany Zjednoczone uważali za swojego wroga. Na ring wchodzili z flagą Związku Radzieckiego i odśpiewywali hymn ZSRR przed każdą walką, a po 1990 roku Pieśń Patriotyczną. Zawsze nosili czerwone stroje, a poza ringiem czerwone płaszcze z długimi rękawami oraz czarne futrzane czapki. Na strojach zwykle mieli radzieckie symbole. Ten tag team był bardzo nieskuteczny w walce, prawie zawsze przegrywał i nigdy nie zdobył jakiegokolwiek tytułu mistrzowskiego. Zhukoff i Volkoff byli w tym okresie jobberami.

## Historia tag teamu
Nikolai Volkoff i Boris Zhukov jeszcze przed stworzeniem tag teamu odgrywali role heelów i rosyjskich komunistów. Volkoff do 1987 roku był w tag teamie z The Iron Sheikiem w WWF, a Boris Zhukov walczył w organizacji American Wrestling Association. Jednak po tym jak Sheik został zwolniony, WWF postanowiło zatrudnić Zhukova by został nowym partnerem Volkoffa. The Bolsheviks zaczynali jako silny zespół, pokonując w ciągu pierwszych kilku miesięcy The Young Stallions (Jim Powers i Paul Roma) i The Rougeau Brothers (Jacques Rougeau i Raymond Rougeau).
Pierwszym pay-per-view duetu było Survivor Series. The Bolsheviks wzięli udział w pojedynku dziesięciu tag teamów. Odpadli jako pierwsi w drugiej minucie po tym jak Tito Santana z zespołu Strike Force przypiął Zhukova. Obaj wzięli też udział w battle royalu na WrestleManii IV. Zhukov wyeliminował Hillbilly Jima, ale później razem z partnerem sam został wyeliminowany przez Kena Paterę, który przy okazji wyeliminował też samego siebie.
W 1988 roku na WrestleFest zostali pokonani przez The Powers of Pain (The Barbarian i The Warlord) w 7 minut. Oba zespoły ponownie starły się ze sobą na SummerSlam, gdzie Slick debiutował jako menedżer The Bolsheviks. The Powers of Pain ponownie wygrali pojedynek. 26 października 1988 przegrali z posiadaczami WWF Tag Team Championship Axem i Smashem z zespołu The Demolition. Walka nigdy nie została wyemitowana w telewizji, ale została opublikowana na kasetach VHS. Na Survivor Series, The Bolsheviks ponownie wzięli udział w pojedynku dziesięciu tag teamów, gdzie Zhukovowi udało się wyeliminować Jima Powersa, a tym samym cały tag team The Young Stallions. Kilka minut później The Bolsheviks również zostali wyeliminowani po tym jak Marty Jannetty zaatakował Zhukova Sunset Flipem i go przypiął.
30 grudnia 1988 w WWF debiutował tag team The Bushwhackers. Wcześniej był on znany z tego, że przegrywał większość walk i służył bardziej jako archetyp komediowy. Jednak w swojej debiutanckiej walce pokonali The Bolsheviks w niecałe dwie i pół minuty. Przez kilka kolejnych miesięcy The Bolsheviks i The Bushwhackers rywalizowali ze sobą. The Bushwackers ostatecznie wygrali więcej walk.
Tag team wystąpił również na WrestleManii VI 1 kwietnia 1990 roku. The Bolsheviks wzięli udział w segmencie zakulisowym, w którym komik Steve Allen miał zagrać rosyjski hymn narodowy, ale za każdym razem dla żartu grał coś innego denerwując przy tym wrestlerów. Obaj odeszli oburzeni w momencie gdy zamiast hymnu usłyszeli dochodzący z innego pomieszczenia dźwięk spłuczki. Tego wieczoru drużyna zmierzyła się z tag teamem The Hart Foundation (Bret Hart i Jim Neidhart). Ku uciesze widzów The Bolsheviks zostali zaatakowani w czasie odśpiewywania hymnu i przegrali w 19 sekund.
W 1990 roku gdy Zimna wojna dobiegła końca, a Litwa będąca zgodnie z fabułą ojczyzną Volkoffa ogłosiła niepodległość, wrestler zmienił swoje nastawienie. Został ambasadorem dobrej woli, promował pokojową współpracę między Stanami Zjednoczonymi, a Związkiem Radzieckim odnosząc się z równym szacunkiem wobec obu państw i od teraz przed rozpoczęciem każdej walki odśpiewywał hymn Stanów Zjednoczonych. Był to jego pierwszy w WWF face turn. Zhukov nie podzielał nowego nastawienia Volkoffa, więc obaj zawodnicy zaczęli ze sobą rywalizować, a tag team został rozwiązany.

## Styl walki
- Finishery
  - Kombinacja backbreaker hold (Volkoff) i Second rope axe handle elbow drop (Zhukov)

- Menedżerowie
  - Slick[26]

## Mistrzostwa i osiągnięcia
- Wrestling Observer Newsletter
  - Najgorszy tag team (1988)